# Гродзіще (Жарський повіт)
Гродзіще (пол. Grodziszcze, нім. Grötzsch) — село в Польщі, у гміні Броди Жарського повіту Любуського воєводства.
Населення — 226 осіб (2011).
У 1975-1998 роках село належало до Зеленогурського воєводства.

## Демографія
Демографічна структура станом на 31 березня 2011 року:
|          | Загалом | Допрацездатний вік | Працездатний вік | Постпрацездатний вік |
| -------- | ------- | ------------------ | ---------------- | -------------------- |
| Чоловіки | 122     | 30                 | 86               | 6                    |
| Жінки    | 104     | 25                 | 64               | 15                   |
| Разом    | 226     | 55                 | 150              | 21                   |